# Carol Kane
Carol Kane, all'anagrafe Carolyne Laurie Kane (Cleveland, 18 giugno 1952), è un'attrice statunitense, attiva al cinema, a teatro e in televisione.
È nota al pubblico per i suoi personaggi spesso eccentrici, isterici o perversi, tra cui Simka Gravas nella sitcom Taxi; Valerie, moglie di Max dei Miracoli, ne La storia fantastica di Rob Reiner; il fantasma del Natale in S.O.S. fantasmi di Richard Donner; Nonna Addams ne La famiglia Addams 2 di Barry Sonnenfeld; Gertrud Kapelput, madre di Oswald Cobblepot, nella serie Gotham; Lillian nella serie televisiva Unbreakable Kimmy Schmidt; Pelia nella serie televisiva Star Trek: Strange New Worlds.

## Biografia
Carol Kane nasce il 18 giugno 1956 a Cleveland, nell'Ohio, da Joy, pianista, ballerina e cantante jazz, e da Michael Kane, architetto di origine ebreo-russa, che si separano quando lei ha 12 anni. Debutta in teatro a soli 14 anni recitando in The Prime of Miss Jean Brodie di Jay Presson Allen, con Tammy Grimes, e compare poi, fra le altre cose, in una rappresentazione de La resistibile ascesa di Arturo Ui di Bertolt Brecht, al fianco di Al Pacino. A 18 anni esordisce al cinema e i primi ruoli di rilievo sono quello di Jennifer in Conoscenza carnale (1971) e quello di una giovane prostituta in L'ultima corvé (1973), dove recita la sua prima scena di nudo completo.
Nel 1975 è protagonista di Hester Street per il quale ottiene una candidatura all'Oscar in qualità di migliore attrice protagonista. Interpreta una serie di altri film importanti, tra cui Quel pomeriggio di un giorno da cani (1975), diretto da Sidney Lumet, dove ricopre una piccola parte nel ruolo di una impiegata di banca, e Io e Annie (1977), diretto da Woody Allen. Dopo di che comincia a lavorare in alcune serie televisive in cui avrà un ruolo fisso per tutti gli anni ottanta e novanta. Tra le serie televisive cui prende parte in questo periodo figura la sit-com Taxi (1980-1983), dove interpreta Simka Dahblitz, al fianco di un cast corale di future celebrità, tra cui Danny DeVito, Christopher Lloyd e Andy Kaufman. Il ruolo di Simka vale all'attrice un Primetime Emmy Awards  nel 1982 in qualità di migliore attrice protagonista in una serie commedia. Riprenderà lo stesso personaggio nel film biografico Man on the Moon (1999) di Miloš Forman, sulla vita del comico Andy Kaufman. 
Nel 1993 impersona il ruolo della Nonna della famiglia Addams, in sostituzione di Judith Malina, nel secondo dei film diretti da Barry Sonnenfeld, La famiglia Addams 2 (1993), al fianco di Anjelica Huston, Raúl Juliá, Christopher Lloyd e Christina Ricci. Negli anni successivi interpreta moltissimi ruoli in un'infinità di pellicole tra le quali Jumpin' Jack Flash (1986) di Penny Marshall; In the Soup - Un mare di guai (1992) di Alexandre Rockwell; Mosche da bar (1996) di Steve Buscemi e Amiche cattive (1999), al fianco di Rose McGowan e Rebecca Gayheart, dove interpreta la signorina Sherwood.
Nel 2005 recita nel musical Wicked, in cui interpreta il ruolo di Madame Morrible, una parte che riprenderà a più riprese fino al 2014, nelle messe in scena di Denver, Los Angeles e Broadway. Nel 2009 compare come guest star nella serie televisiva Detective Monk con protagonista Tony Shalhoub nei panni di Adrian Monk, un ex-poliziotto ora detective colpito da disturbo ossessivo-compulsivo, interpretando il personaggio della fioraia hippy Joy nell'episodio dell'ottava stagione della serie Il signor Monk testimone di nozze (Mr. Monk Is the Best Man), in cui compare anche l'attrice Virginia Madsen, sorella di Michael Madsen.
Nel 2011 debutta sulle scene londinesi del dramma di Lillian Hellman La calunnia, in cui recita al fianco di Keira Knightley ed Elisabeth Moss all'Harold Pinter Theatre. A partire dal 2014 prende parte alla serie televisiva Gotham, interpretando il ruolo di Gertrud Kapelput, la madre di uno dei villain, Oswald Cobblepot / Pinguino (Robin Lord Taylor). Nel 2015 è fra i protagonisti della serie televisiva Unbreakable Kimmy Schmidt, nel ruolo di Lillian Kaushtupper, la proprietaria dell'appartamento dove vive la Kimmy del titolo.
Nel 2023 entra a far parte del cast fisso di Star Trek: Strange New Worlds, ottava serie live action del franchise di fantascienza Star Trek, creata da Gene Roddenberry negli anni sessanta con la serie classica, e terza serie dell'Expanded Universe, creato nel 2017 da Alex Kurtzman con la serie Star Trek: Discovery. A partire dalla seconda stagione, Carol Kane vi interpreta il personaggio di Pelia, una Lanthanitiana dalla vita lunghissima, che chiede e ottiene il trasferimento in qualità di nuovo ingegnere capo a bordo dell'Enterprise sotto il comando di Christopher Pike (Anson Mount), in sostituzione dell'Aenar Hemmer, sacrificatosi alla fine della precedente stagione per salvare l'astronave della Federazione, e introducendo il personaggio di Montgomery Scott (Martin Quinn), futuro ingegnere capo dell'Enterprise, in particolare sotto il comando di James T. Kirk (Paul Wesley).

## Filmografia parziale

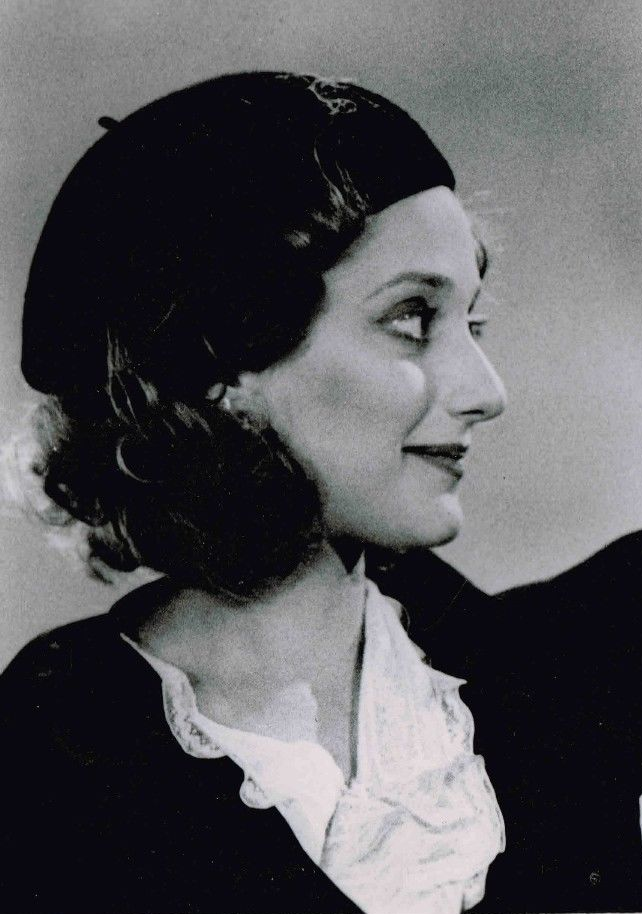
Carol Kane nel 1977

### Attrice

#### Cinema
- Is This Trip Really Necessary?, regia di Ben Benoit (1970)
- Conoscenza carnale (Carnal Knowledge), regia di Mike Nichols (1971)
- Desperate Characters, regia di Frank D. Gilroy (1971)
- Wedding in White (1972)
- L'ultima corvé (The Last Detail), regia di Hal Ashby (1973)
- Hester Street, regia di Joan Micklin Silver (1975)
- Quel pomeriggio di un giorno da cani (Dog Day Afternoon), regia di Sidney Lumet (1975)
- Balordi & Co. - Società per losche azioni capitale interamente rubato $ 1.000.000 (Harry and Walter Go to New York), regia di Mark Rydell (1976)
- Io e Annie (Annie Hall), regia di Woody Allen (1977)
- Valentino, regia di Ken Russell (1977)
- Il più grande amatore del mondo (The World's Greatest Lover), regia di Gene Wilder (1977)
- Mafu - Una terrificante storia d'amore (The Mafu Cage), regia di Karen Arthur (1978)
- Ecco il film dei Muppet (The Muppet Show), regia di James Frawley (1979)
- Quando chiama uno sconosciuto (When a Stranger Calls), regia di Fred Walton (1979)
- La Sabina, regia di José Luis Borau (1979)
- Les Jeux de la Comtesse Dolingen de Gratz, regia di Catherine Binet (1980)
- Squadra Med - Il coraggio delle donne (Strong Medicine), regia di Richard Foreman (1981)
- America, America (Pandemonium), regia di Alfred Sole (1982)
- Norman Loves Rose, regia di Henri Safran (1982)
- Can She Bake a Cherry Pie?, regia di Henry Jaglom (1983)
- Oltre il ponte di Brooklyn (Over the Brooklyn Bridge), regia di Menahem Golan (1984)
- In gara con la luna (Racing with the Moon), regia di Richard Benjamin (1984)
- The Secret Diary of Sigmund Freud, regia di Danford B. Greene (1984)
- Terrore in sala (Terror in the Aisles), regia di Andrew J. Kuehn - documentario (1984)
- Una notte in Transilvania (Transylvania 6-5000), regia di Rudy De Luca (1985)
- Jumpin' Jack Flash, regia di Penny Marshall (1986)
- Ishtar, regia di Elaine May (1987)
- La storia fantastica (The Princess Bride), regia di Rob Reiner (1987)
- Una borsa piena di guai (Sticky Fingers), regia di Catlin Adams (1988)
- License to Drive - Licenza di guida (License to Drive), regia di Greg Beeman (1988)
- S.O.S. fantasmi (Scrooged), regia di Richard Donner (1988)
- Lemon Sisters (The Lemon Sisters), regia di Joyce Chopra (1989)
- Flashback, regia di Franco Amurri (1990)
- Joe contro il vulcano (Joe Versus the Volcano), regia di John Patrick Shanley (1990)
- Il testimone più pazzo del mondo (My Blue Heaven), regia di Herbert Ross (1990)
- Ted & Venus, regia di Bud Cort (1991)
- In the Soup - Un mare di guai (In the Soup), regia di Alexandre Rockwell (1992)
- Aiuto, chi ha lasciato la bambina nel taxi? (Baby on Board), regia di Francis Schaeffer (1992)
- Cowgirl - Il nuovo sesso (Even Cowgirls get the blues), regia di Gus Van Sant (1993)
- La famiglia Addams 2 (Addams Family Values), regia di Barry Sonnenfeld (1993) - Nonna Addams
- Due teneri angioletti (The Crazylocker), regia di Michael McDonald (1994)
- T-Rex - Il mio amico Dino (Theodore Rex), regia di Jonathan R. Betuel (1995)
- Il grande bullo (Big Bully), regia di Steve Miner (1996)
- Randagi (American Strays), regia di Michael Covert (1996)
- L'allenatrice (Sunset Park), regia di Steve Gomer (1996)
- Tre amici, un matrimonio e un funerale (The Pallbearer) , regia di Matt Reeves (1996)
- Mosche da bar (Trees Lounge), regia di Steve Buscemi (1996)
- Chi pesca trova (Gone Fishin'), regia di Christopher Cain (1997)
- Office Killer - L'impiegata modello (Office Killer), regia di Cindy Sherman (1997)
- The Tic Code, regia di Gary Winick (1999)
- Amiche cattive (Jawbreaker), regia di Darren Stein (1999)
- Man on the Moon, regia di Miloš Forman (1999)
- My First Mister, regia di Christine Lahti (2001)
- The Shrink Is In, regia di Richard Benjamin (2001)
- Tomorrow by Midnight, regia di Rolfe Kanefsky (2001)
- Love in the Time of Money, regia di Peter Mattei (2002)
- Quanto è difficile essere teenager! (Confessions of a Teenage Drama Queen), regia di Sara Sugarman (2004)
- Missione tata (The Pacifier), regia di Adam Shankman (2005)
- The Civilization of Maxwell Bright, regia di David Beaird (2005)
- Tutti insieme inevitabilmente (Four Christmases), regia di Seth Gordon (2008)
- Il cacciatore di ex (The Bounty Hunter), regia di Andy Tennant (2010)
- Il fidanzato della mia ragazza (My Girlfriend's Boyfriend), regia di Daryn Tufts (2010)
- Che fine ha fatto Pete Smalls? (Pete Smalls Is Dead), regia di Alexandre Rockwell (2010)
- The Key Man, regia di Peter Himmelstein (2011)
- Sleepwalk with Me, regia di Mike Birbiglia e Seth Barrish (2012)
- Should've Been Romeo, regia di Marc Bennett (2012)
- Tentazioni (ir)resistibili (Thanks for Sharing), regia di Stuart Blumberg (2012)
- Clutter, regia di Diane Crespo (2013)
- Emoticon ;), regia di Livia De Paolis (2014)
- Ava's Possessions, regia di Jordan Galland (2015)
- I fratelli Sisters (The Sisters Brothers), regia di Jacques Audiard (2018)
- Ghost Light, regia di John Stimpson (2018)
- I morti non muoiono (The Dead Don't Die), regia di Jim Jarmusch (2019)
- Boys Don't Wear Dresses, regia di Jason Weissbrod - cortometraggio (2019)
- iMordecai, regia di Marvin Samel (2022)
- Between the Temples, regia di Nathan Silver (2024)
- Una scomoda circostanza (Caught Stealing), regia di Darren Aronofsky (2025)

#### Televisione
- The American Parade, regia di Jack Kuney – miniserie TV (1974)
- Visions – serie TV, episodio 3x03 (1978)
- Great Performances – serie TV, episodi 6x01-9x16 (1978-1981)
- The Greatest Man in the World, regia di Ralph Rosenblum – film TV (1980)
- Taxi – serie TV, 24 episodi (1980-1983)
- Laverne & Shirley – serie TV, episodio 8x08 (1982)
- Invasione della privacy (An Invasion of Privacy), regia di Mel Damski – film TV (1983)
- American Playhouse – serie TV, episodio 2x04 (1983)
- Nel regno delle fiabe (Shelley Duvall's Faerie Tale Theatre) – serie TV, episodio 2x03 (1983)
- Burning Rage, regia di Gilbert Cates – film TV (1984)
- Cin cin (Cheers) – serie TV, episodio 3x12 (1984)
- Un salto nel buio (Tales from the Darkside) – serie TV, episodio 1x15 (1985)
- Crazy Like a Fox – serie TV, episodio 1x07 (1985)
- Tall Tales and Legends – serie TV, episodio 1x07 (1986)
- All Is Forgiven – serie TV, 9 episodi (1986)
- Paul Reiser Out on a Whim, regia di Carl Gottlieb – film TV (1987)
- Arrivederci supermamma (Drop-Out Mother), regia di Charles S. Dubin – film TV (1988)
- Rap Master Ronnie: A Report Card, regia di Jay Dubin – film TV (1988)
- I racconti della cripta (Tales from the Crypt) – serie TV, episodio 2x11 (1990)
- American Dreamer – serie TV, 17 episodi (1990-1991)
- Oltre il ponte (Brooklyn Bridge) – serie TV, 5 episodi (1991-1992)
- The Ray Bradbury Theater – serie TV, episodio 6x03 (1992)
- Sibs – serie TV, episodi 1x21-1x22 (1992)
- Lo sconosciuto alla porta (When a Stranger Calls Back), regia di Fred Walton – film TV (1993)
- TriBeCa – serie TV, episodio 1x07 (1993)
- Eligible Dentist, regia di Noam Pitlik – cortometraggio (1993)
- Seinfeld – serie TV, episodio 5x14 (1994)
- Il cane di papà (Empty Nest) – serie TV, episodio 7x07 (1994)
- Un pazzo venerdì (Freaky Friday), regia di Melanie Mayron – film TV (1995)
- Chicago Hope – serie TV, episodio 2x09 (1995)
- Un angelo in famiglia (Dad, the Angel & Me), regia di Rick Wallace – film TV (1995)
- Girovagando nel passato (A.J.'s Time Travelers) – serie TV, episodio 1x24 (1995)
- Ellen – serie TV, episodio 3x20 (1996)
- Pearl – serie TV, 22 episodi (1996-1997)
- The Tony Danza Show – serie TV, episodio 1x04 (1997)
- Homicide (Homicide: Life on the Street) – serie TV, episodio 6x08 (1997)
- Merry Christmas, George Bailey, regia di Matthew Diamond – film TV (1997)
- L'arca di Noè (Noah's Ark), regia di John Irvin – film TV (1999)
- Beggars and Choosers – serie TV, 9 episodi (1999-2001)
- The Grubbs – serie TV, episodio 1x01 (2002)
- Così è la vita (That's Life) – serie TV, episodio 2x16 (2002)
- Audrey's Rain, regia di Sam Pillsbury – film TV (2003)
- Cosmopolitan, regia di Nisha Ganatra – film TV (2003)
- Hope & Faith – serie TV, episodio 2x05 (2004)
- Independent Lens – serie TV, episodio 5x26 (2004)
- Un anno senza Babbo Natale (The Year Without a Santa Claus), regia di Ron Underwood – film TV (2006)
- Due uomini e mezzo (Two and a Half Men) – serie TV, episodi 6x12-6x14 (2009)
- Detective Monk (Monk) – serie TV, episodio 8x13 (2009)
- Law & Order – Unità vittime speciali – serie TV, episodi 10x22-15x05 (2009-2013)
- Ugly Betty – serie TV, episodio 4x16 (2010)
- Girls – serie TV, episodio 2x08 (2013)
- Anger Management – serie TV, episodio 2x24 (2013)
- Gotham – serie TV, 5 episodi (2014-2015)
- Unbreakable Kimmy Schmidt – serie TV, 51 episodi (2015-2019)
- Crowded – serie TV, episodio 1x08 (2016)
- Halt and Catch Fire – serie TV, episodio 4x10 (2017)
- Los Espookys – serie TV, 4 episodi (2019)
- Unbreakable Kimmy Schmidt: Kimmy vs il Reverendo (Unbreakable Kimmy Schmidt: Kimmy vs the Reverend), regia di Claire Scanlon – film TV (2020)
- Hunters – serie TV, 18 episodi (2020-2023)
- Star Trek: Strange New Worlds – serie TV, 7 episodi (2023-2025)

### Doppiatrice

#### Cinema
- The Happy Elf, regia di John Rice (2006)

#### Televisione
- I favolosi Tiny (Tiny Toon Adventures) - serie animata, episodio 1x02 (1990)
- The Plucky Duck Show - serie TV, episodio 1x06 (1992)
- Aladdin - serie animata, episodi 1x52, 1x55 (1994)
- Hey, Arnold! - serie animata, episodio 2x09 (1997)
- Adventures from the Book of Virtues - serie animata, episodio 2x07 (1998)
- As Told by Ginger - serie animata, episodi 1x02, 1x13 (2000-2001)
- I Griffin (Family Guy) - serie animata, episodio 3x11 (2001)
- Le tenebrose avventure di Billy e Mandy (Grim & Evil) - serie animata, episodio 5x07 (2005)
- Dora l'esploratrice (Dora the Explorer) - serie animata, episodio 6x05 (2011)
- Phineas e Ferb (Phineas and Ferb) - serie animata, episodi 3x13, 4x29 (2011-2014)
- Jake e i pirati dell'Isola che non c'è (Jake and the Never Land Pirates) - serie animata, episodi 2x13, 2x34 (2012-2013)
- Marco e Star contro le forze del male (Star vs. the Forces of Evil ) - serie animata, episodio 3x09 (2017)
- Animals. - serie animata, episodi 3x05-3x06 (2018)
- OK K.O.! Let's Be Heroes - serie animata, episodi 1x24-3x19 (2017-2019)
- Pinkalicious & Peterrific - serie animata, 1x18-1x21-1x22 (2018)
- Rapunzel - La serie (Tangled: The Series) - serie animata, 2x06-2x12-2x20 (2018-2019)
- Vampirina - serie animata, episodi 1x23-3x22 (2018-2021)
- F is for Family - serie animata, 5 episodi (2018-2022)
- Summer Camp Island - Il campeggio fantastico (Summer Camp Island) - serie animata, episodio 1x37 (2019)
- Bubble Gruppies - Un tuffo nel blu e impari di più (Bubble Gruppies) - serie animata, episodio 5x01 (2019)
- Big Mouth - serie animata, episodio 3x05 (2019)
- I Simpson (The Smimpsons) - serie animata, episodio 34x08 (2022)

## Teatro

### Attrice
- The Prime of Miss Jean Brodie
- The Resistible Rise of Arturo Ui
- Ring Round the Bathtub, regia di Harold J. Stone, Martin Beck Theatre, New York (1972)
- The Tempest, regia di Edward Berkeley, Mitzi E. Newhouse Theater, New York (1974)
- Macbeth, regia di Edward Berkeley, Mitzi E. Newhouse Theater, New York (1974)
- The Effect of Gamma Rays on Man-in-the-Moon Marigolds, regia di A.J. Antoon, Biltmore Theatre, New York (1978)
- The Debutante Ball, regia di Norman René, New York City Center/Stage II, New York (1988)
- WASP and Other Plays, regia di Barry Edelstein, Joseph Papp Public Theater/Martinson Hall, New York (1995-1996)
- The Vagina Monologues, regia di Joe Mantello, Westside Theatre/Downstairs, New York (1999-2003)
- Family Week, regia di Ulu Grosbard, Century Center For The Performing Arts, New York (2000)
- The Guys, regia di Jim Simpson, Flea Theater, New York (2002)
- The Exonerated, Theatres at 45 Bleecker/Bleecker Street Theatre, New York (2002-2004)
- Wicked, regia di Joe Mantello, Gershwin Theatre, New York (2003) - Madame Morrible
- Sly Fox, regia di Arthur Penn, Ethel Barrymore Theatre, New York (2004)
- Love, Loss, and What I Wore, regia di Karen Carpenter, Westside Theatre/Downstairs, New York (2009-2012)
- The Exonerated, regia di Bob Balaban, Theatres at 45 Bleecker/Bleecker Street Theatre, New York (2012)
- Harvey, regia di Scott Ellis, Studio 54, New York (2012)
- The Lying Lesson, regia di Pam MacKinnon, Linda Gross Theater, New York (2013)

### Regista
- Belfast Blues, Theatres at 45 Bleecker/Bleecker Street Theatre, New York (2005)

## Radio
- Heads Will Roll - podcast, 10 episodi (2020)
- The Pack Podcast - podcast (2020)

## Riconoscimenti (parziale)
- Premio Oscar
  - 1976 – Candidatura alla miglior attrice per Hester Street
- Golden Globe
  - 1983 – Candidatura alla miglior attrice non protagonista in una serie televisiva per Taxi
- Primetime Emmy Awards
  - 1982 – Miglior attrice protagonista in una serie televisiva commedia per Taxi
  - 1983 – Migliore attrice non protagonista in una serie comica o commedia per Taxi
  - 1996 – Candidatura alla miglior attrice ospite in una serie televisiva per l'episodio Stand di Chicago Hope

## Doppiatrici italiane
Nelle versioni in italiano delle opere in cui ha recitato, Carol Kane è stata doppiata da:
- Cristina Noci in Due uomini e mezzo, Gotham, Unbreakable Kimmy Schmidt, Hunters, Unbreakable Kimmy Schmidt: Kimmy vs il Reverendo
- Stefanella Marrama in S.O.S. fantasmi, I fratelli Sisters, Star Trek: Strange New Worlds
- Antonella Rinaldi ne Il testimone più pazzo del mondo, Tre amici, un matrimonio e un funerale
- Serena Verdirosi in Terrore in sala, In the Soup - Un mare di guai
- Aurora Cancian ne Il grande bullo, Due teneri angioletti
- Paola Giannetti in Quanto è difficile essere teenager!, Detective Monk
- Emanuela Rossi in Quando chiama uno sconosciuto
- Liù Bosisio ne La storia fantastica
- Anna Leonardi in Una notte in Transilvania
- Livia Giampalmo ne Il più grande amatore del mondo
- Zoe Incrocci ne La famiglia Addams 2
- Veronica Pivetti in Mosche da bar
- Cristina Boraschi in Ishtar
- Claudia Balboni in Aiuto, chi ha lasciato la bambina in taxi?
- Maria Grazia Dominici in Chi pesca trova
- Roberta Greganti in Office Killer - L'impiegata modello
- Anna Rita Pasanisi in Amiche cattive
- Cinzia Villari ne Il fidanzato della mia ragazza
- Ludovica Modugno in Un salto nel buio
- Paila Pavese ne L'arca di Noè
- Silvia Tortarolo in Un anno senza Babbo Natale

Da doppiatrice è sostituita da:
- Francesca Draghetti in T-Rex - Il mio amico Dino
- Gilberta Crispino ne I Griffin
- Cristina Noci ne I Simspon
- Graziella Polesinanti in Prendi il volo